# Victor Wooten
Victor Lemonte Wooten (11 de setembro de 1964) é um baixista norte-americano .

## Carreira
Victor é um dos mais conceituados baixistas da atualidade. Começou a aprender contra baixo recém nascido e aos 5 já tocava com os irmãos em espectáculos e clubes. Na década de 1980 integrou uma banda de nome Gaysontones enquanto, paralelamente, desenvolvia uma carreira a solo que culminou em 1996 com o lançamento do primeiro álbum A show of hands.

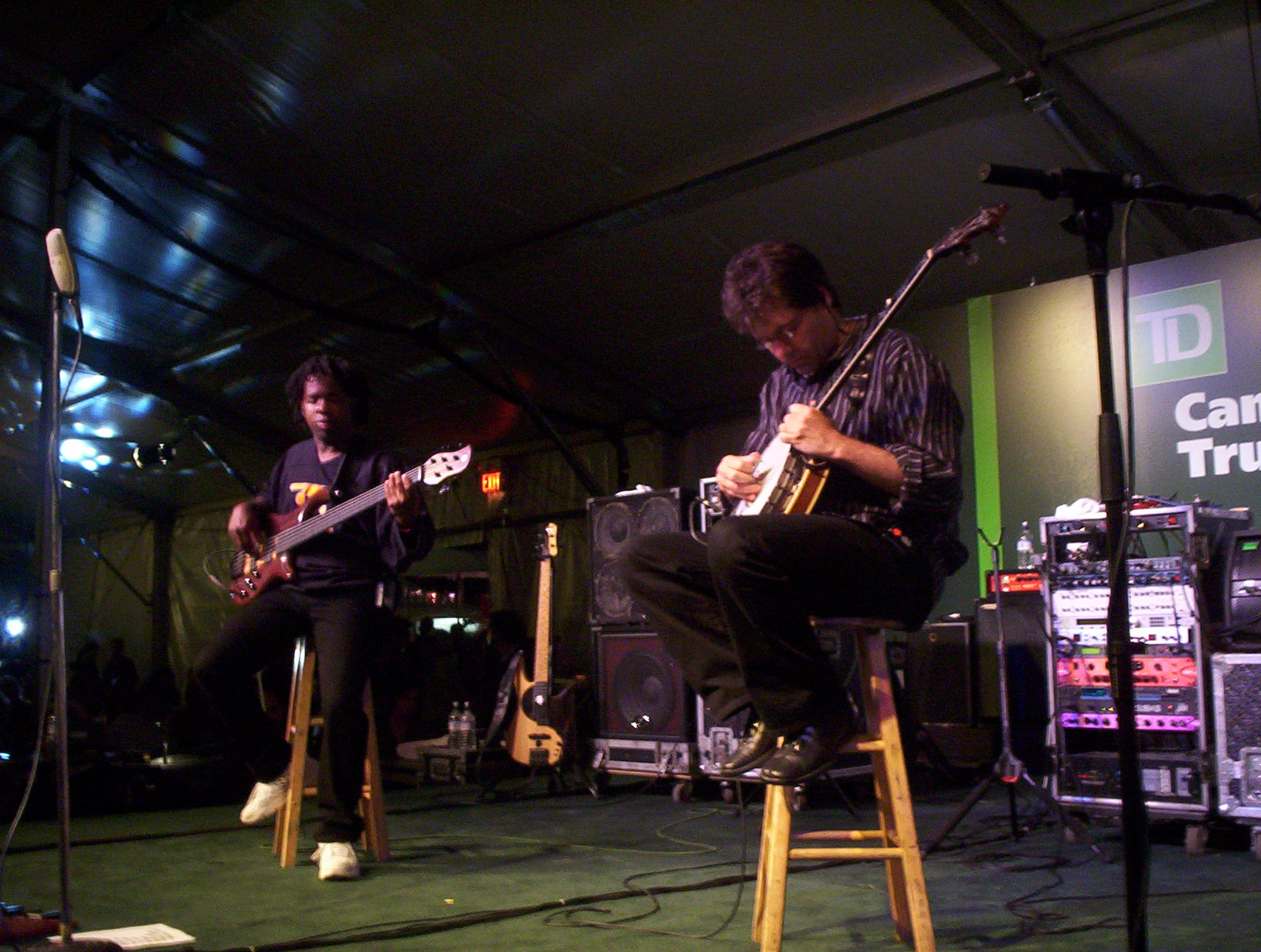
Victor Wooten e Béla Fleck.

Tocou com grandes nomes da música internacional como Branford Marsalis, Chick Corea, Jaco Pastorius entre outros. Recebeu diversos prêmios, incluindo dois Nashville Music Awards e três para o melhor baixista do ano atribuídos pela Bass Player Magazine. Ganhou igualmente três Grammy's.

## Discografia
Solo
| Nome             | Ano    |
| ---------------- | ------ |
| A Show of Hands  | (1996) |
| What Did He Say? | (1997) |
| Yin-Yang         | (1999) |
| Live In America  | (2001) |
| Soul Circus      | (2005) |
| Palmystery       | (2008) |

Com o Bass Extremes
| Nome           | Ano    |
| -------------- | ------ |
| Cookbook       | (1998) |
| Just Add Water | (2000) |

Com Vital Tech Tones
| Nome               | Ano    |
| ------------------ | ------ |
| Vital Tech Tones   | (1998) |
| Vital Tech Tones 2 | (2000) |

Com os "The Wootens"
- The Wootens (1985)

Com Greg Howe
- Extraction (2003)

With SMV (banda)
- Thunder (2008) (with Stanley Clarke and Marcus Miller, as SMV)

Com Béla Fleck and the Flecktones
| Nome                              | Ano    |
| --------------------------------- | ------ |
| Béla Fleck and the Flecktones     | (1990) |
| Flight of the Cosmic Hippo        | (1991) |
| UFO Tofu                          | (1992) |
| Three Flew Over the Cuckoo's Nest | (1993) |
| Live Art]                         | (1996) |
| Left of Cool                      | (1998) |
| Greatest Hits of the 20th Century | (1999) |
| Outbound                          | (2000) |
| Live at the Quick]]               | (2002) |
| Little Worlds                     | (2003) |
| Ten From Little Worlds            | (2003) |
| The Hidden Land                   | (2006) |
| Jingle All the Way                | (2008) |
| Rocket Science                    | (2011) |